# Lac de Kavgolovo

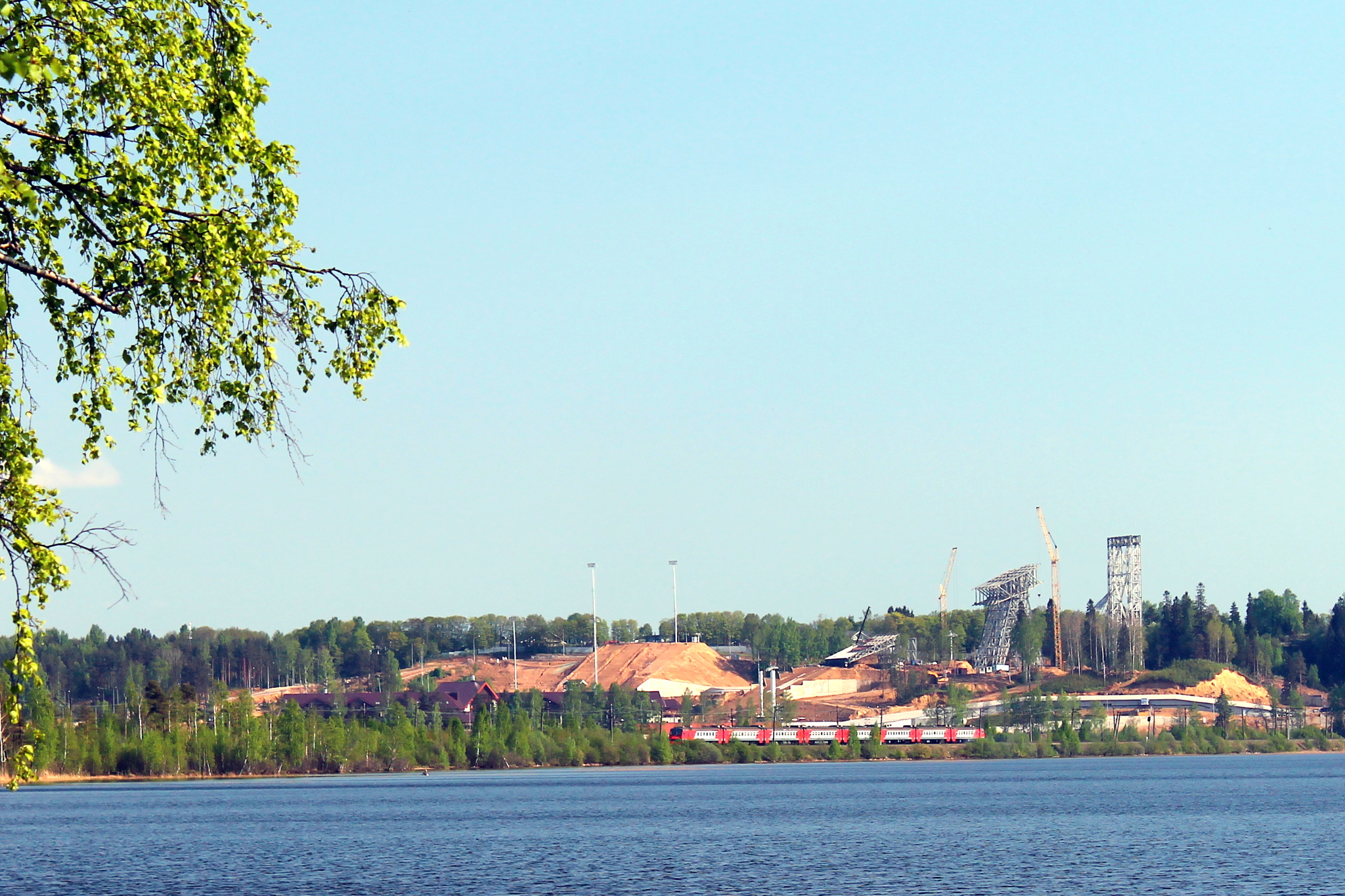
Construction du complexe de ski avec sa piste de saut, au bord du lac.

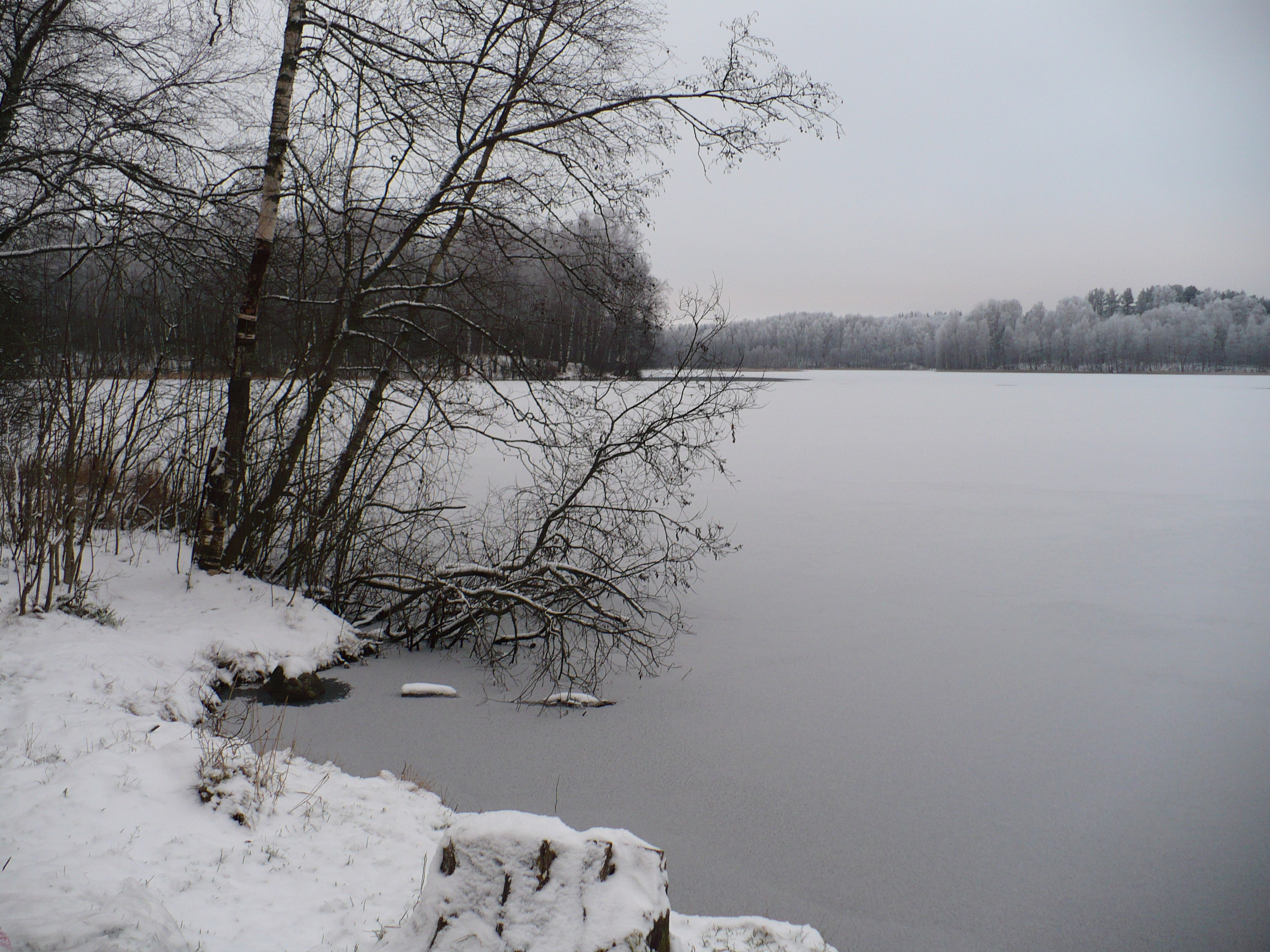
Vue du lac en hiver.

Le lac de Kavgolovo (Ка́вголовское о́зеро) est un lac de Russie situé au sud de l'isthme de Carélie à 20 kilomètres au nord de Saint-Pétersbourg. Il se trouve dans le raïon de Vsevolojsk de l'oblast de Léningrad et il est bordé par le village de Toksovo et son hameau de Kavgolovo.
Sa surface est de 6,8 km2. Il est peu profondː 2,5 mètres de profondeur en moyenne pour un maximum de 3,5 mètres. La rivière Toksa se jette dans la partie sud du lac. C'est un petit affluent gauche de l'Okhta. Un site habité à l'époque néolithique a été découvert au bord de la rive méridionale .
Le quai du chemin de fer de la ligne Priozersk-Saint-Pétersbourg se trouve au bord de la rive orientale du lac. Le lac est séparé par une bande de terre formant un isthme du lac Kourgolovskoïe. Il est traversé au sud par un cours d'eau reliant les deux lacs. Un pont enjambe ce cours d'eau pour laisser passer la ligne de chemin de fer. Le lac est prisé à la belle saison pour le sport nautique. Il est bordé de forêts et de datchas et résidences secondaires, ainsi que d'un complexe sportif comprenant un piste de ski de saut en tremplin pour les entraînements de sports d'hiver. 